# Arènes de Pontevedra
Les Arènes de Pontevedra (Espagne) sont les arènes de la ville espagnole de Pontevedra et les seules dans la communauté autonome de Galice. Elles ont une capacité de 7 800 spectateurs et sont classées en deuxième catégorie parmi les arènes espagnoles. Les arènes actuelles ont remplacé des arènes en bois datant de 1892, bien que la tradition de la tauromachie à Pontevedra remonte au XVIIe siècle.

## Historique
Avant l'existance des arènes, la corrida avait lieu depuis le XVIIe siècle sur les places de la Herrería et Alhóndiga, fermant les entrées avec des planches et se réservant le droit de profiter des fenêtres de certaines maisons pour assister aux festivités. Ces spectacles sont mentionnés dans les chroniques que Prudencio Landín Tobío a faites de la ville de Pontevedra.
En 1892, le capitaine de l'artillerie, Benito Calderón Ozores, frère de la marquise de Riestra et gendre de Eugenio Montero Ríos, en association avec deux personnes de Cordoue, a promu la construction d'une arène en bois au Campo de la Torre, sur le même site que les actuelles arènes en pierre. En 1896, une demande a été reçue par le Conseil municipal pour la construction d'une arène en pierre. La demande est approuvée le 5 novembre de la même année, mais le projet de construction est mis en attente jusqu'en 1899.
L'architecte Siro Borrajo Montenegro, a été chargé de la direction des travaux qui ont commencé en octobre 1899. Plus précisément le 8 au rythme du paso doble joué par la Fanfare de l'orphelinat. Avant un an du début des travaux, les arènes ont été inaugurées par les toreros Emilio Torres "Bombita" et Ricardo Torres "Bombita chico" qui ont combattu des taureaux de Salas. C'était le 12 août 1900 dans le quartier San Roque, le même endroit où se trouvait la place en bois.
Depuis 1975 les arènes appartiennent aux frères Lozano.

## Description
Le bâtiment a un plan à deux étages, la première section étant réservée aux gradins et la seconde aux loges et aux places couvertes. Les arènes sont couvertes. C'est en 1996 que les arènes ont été remodelées pour les doter d'un toit, fait d'un tissu similaire à celui des voiliers, qui abrite les spectateurs et une partie de l'arène, tout en laissant le centre de la piste à découvert. Cette couverture à membrane en PVC d'une surface de 4300 m2 a été inaugurée le 25 juillet, lors d'une corrida où les toreros ont combattu les taureaux de combat d'El Torreón et où l'on a annoncé les matadors valenciens Enrique Ponce et Vicente Barrera, ainsi que le Colombien César Rincón.

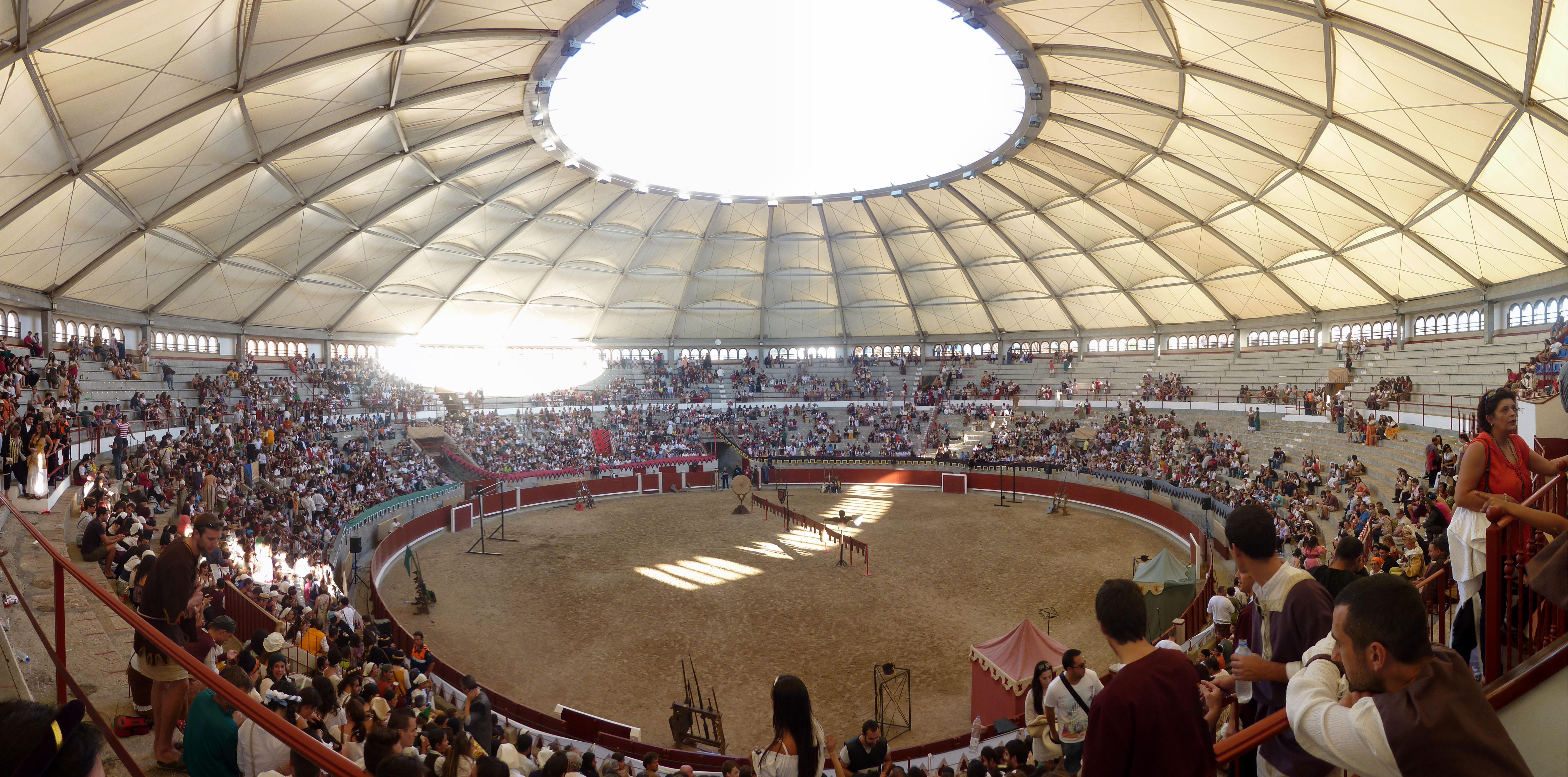
Intérieur des arènes couvertes

Les arènes de Pontevedra se caractérisent par leur grand nombre de supporters. Les gradins soleil des arènes sont pleins de peñas qui, avec leurs vêtements multicolores et leur joie créent une grande atmosphère chaque après-midi de corrida. Près de 50 groupes de membres de ces peñas fêtent chaque année leur Feria de la Vierge Pèlerine. Ce phénomène des peñas n'est pas une nouvelle mode, mais c'est quelque chose d'enraciné à Pontevedra.

## Tauromachie
Les arènes de Pontevedra sont les seules en Galice et le lieu où se tiennent la plupart des corridas du nord-ouest de la péninsule ibérique.
La feria de la Peregrina, c'est l'un des cycles de tauromachie de la saison espagnole qui a le meilleur écoulement au box-office générant une grande attente de ses affiches. L'activité taurine se concentre dans le cadre de la Feria de La Peregrina, patronne de la province de Pontevedra et qui se tient chaque année à partir du deuxième dimanche d'août.

## Galerie

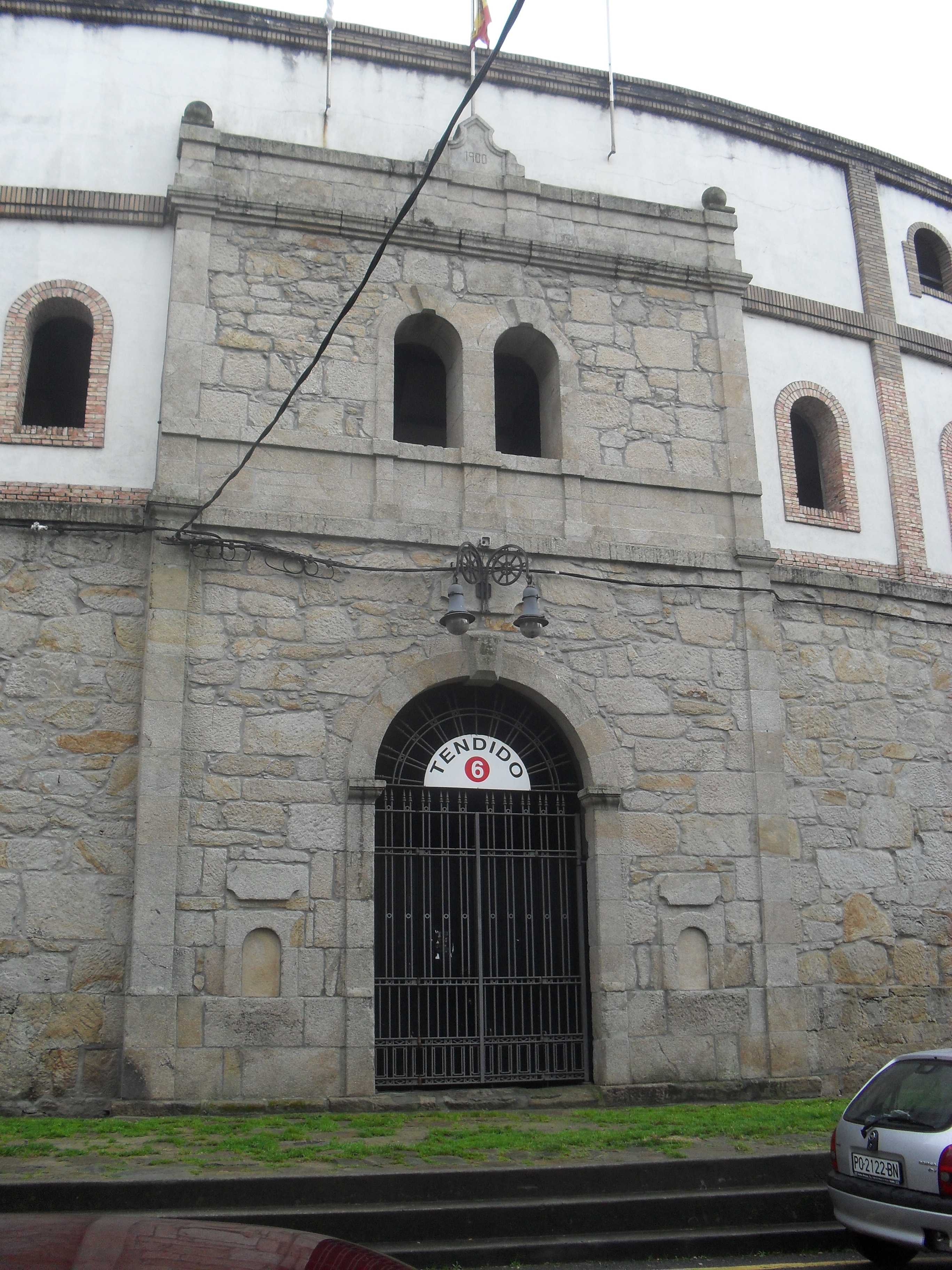
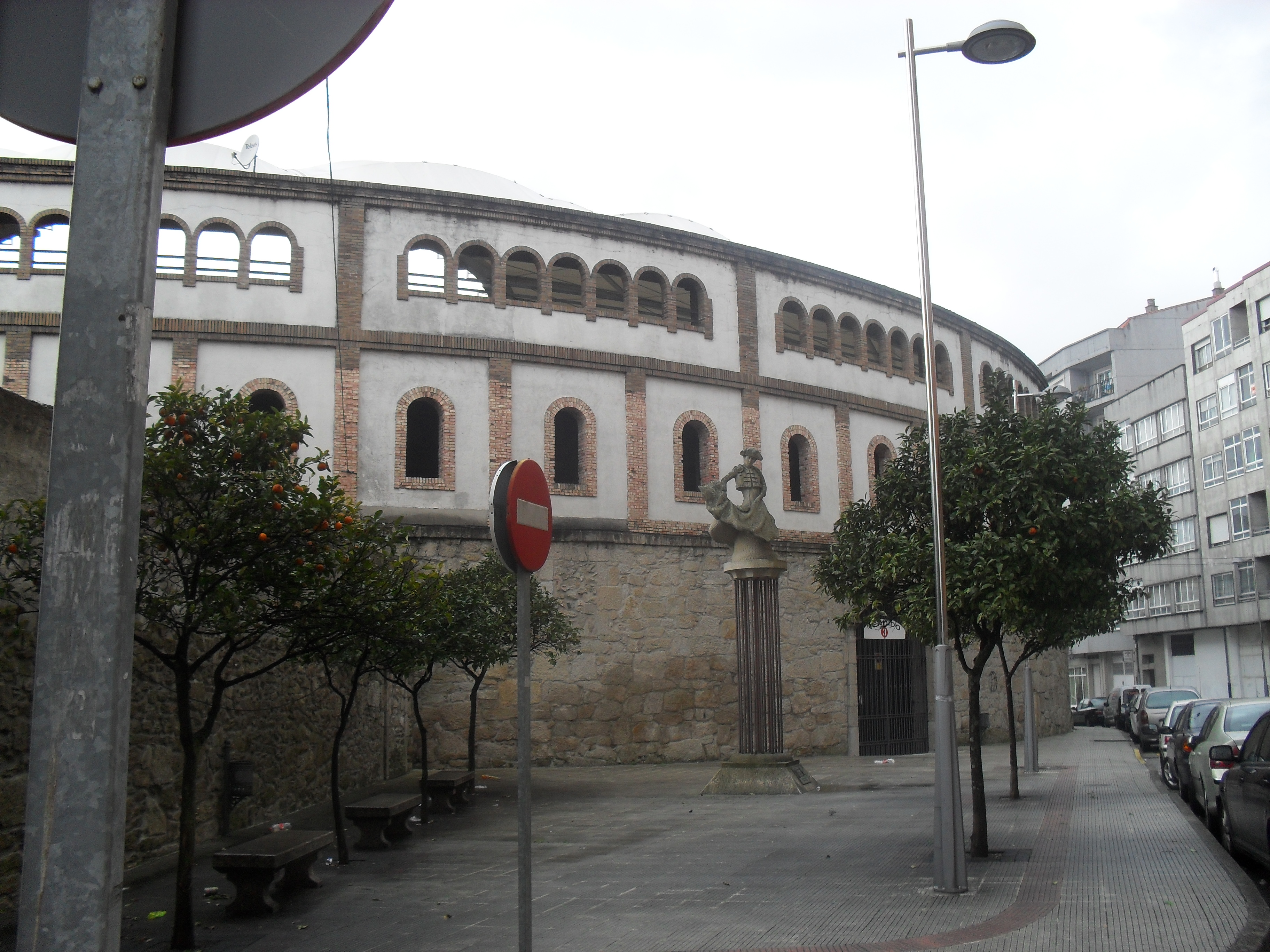
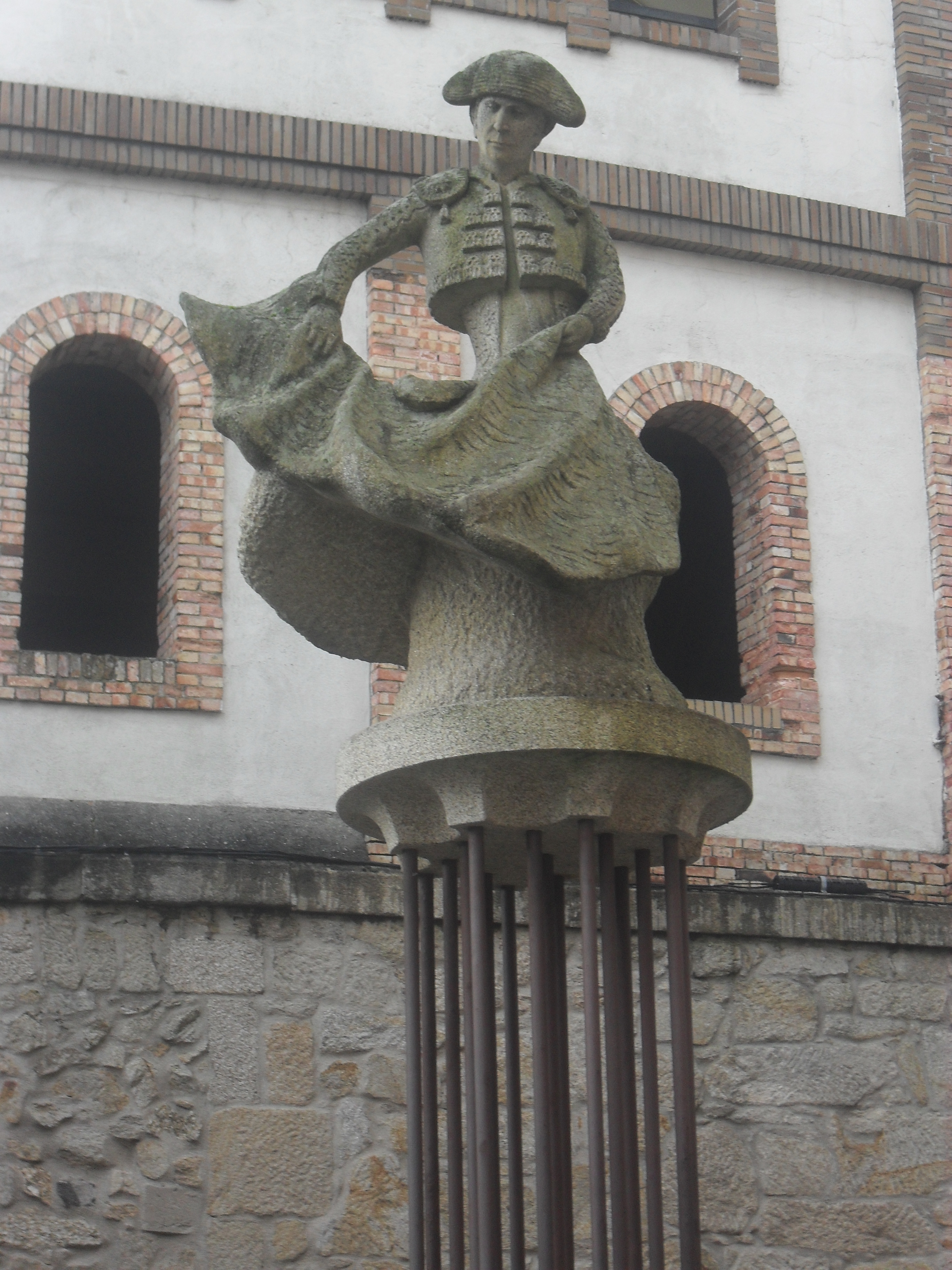
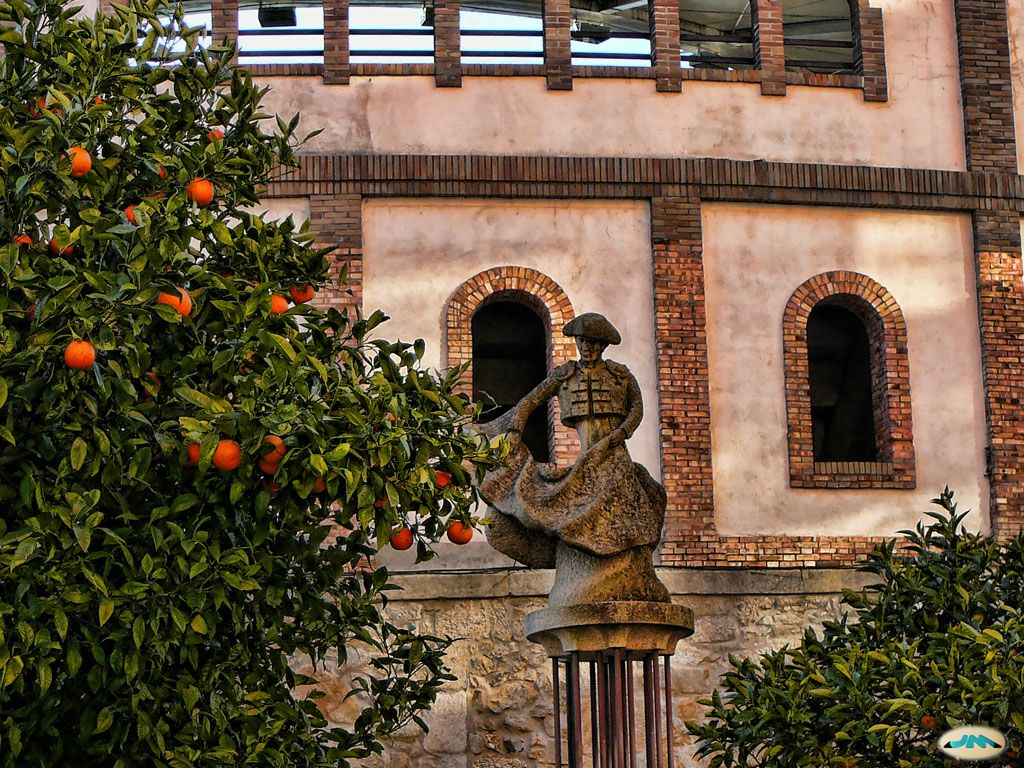
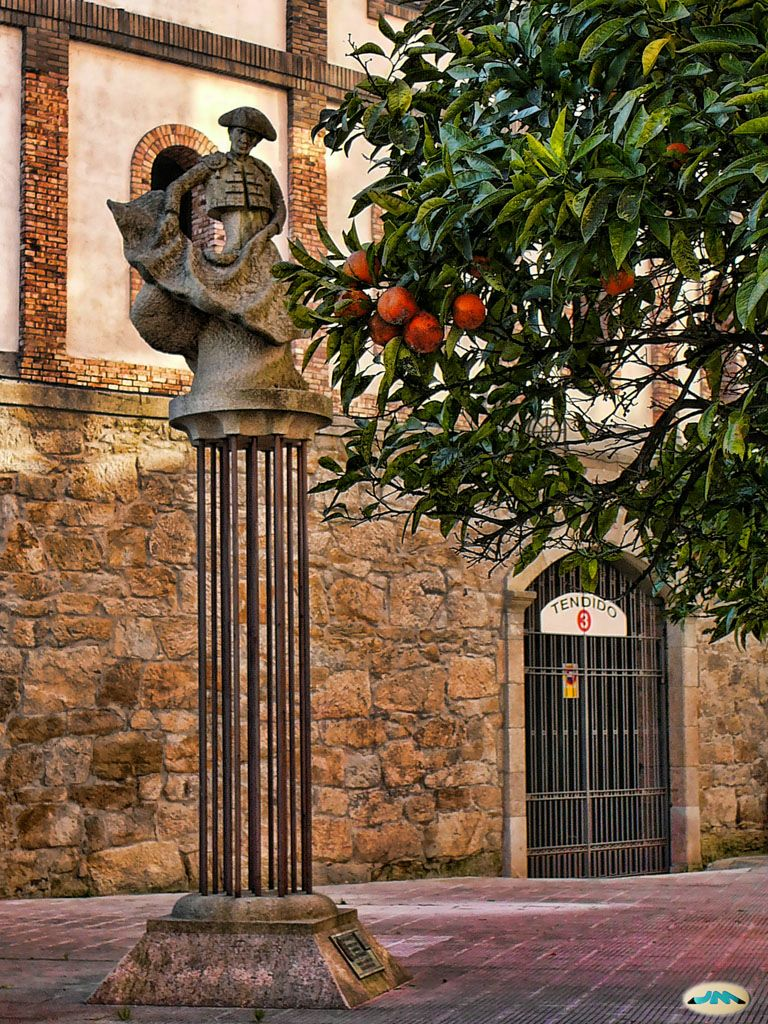
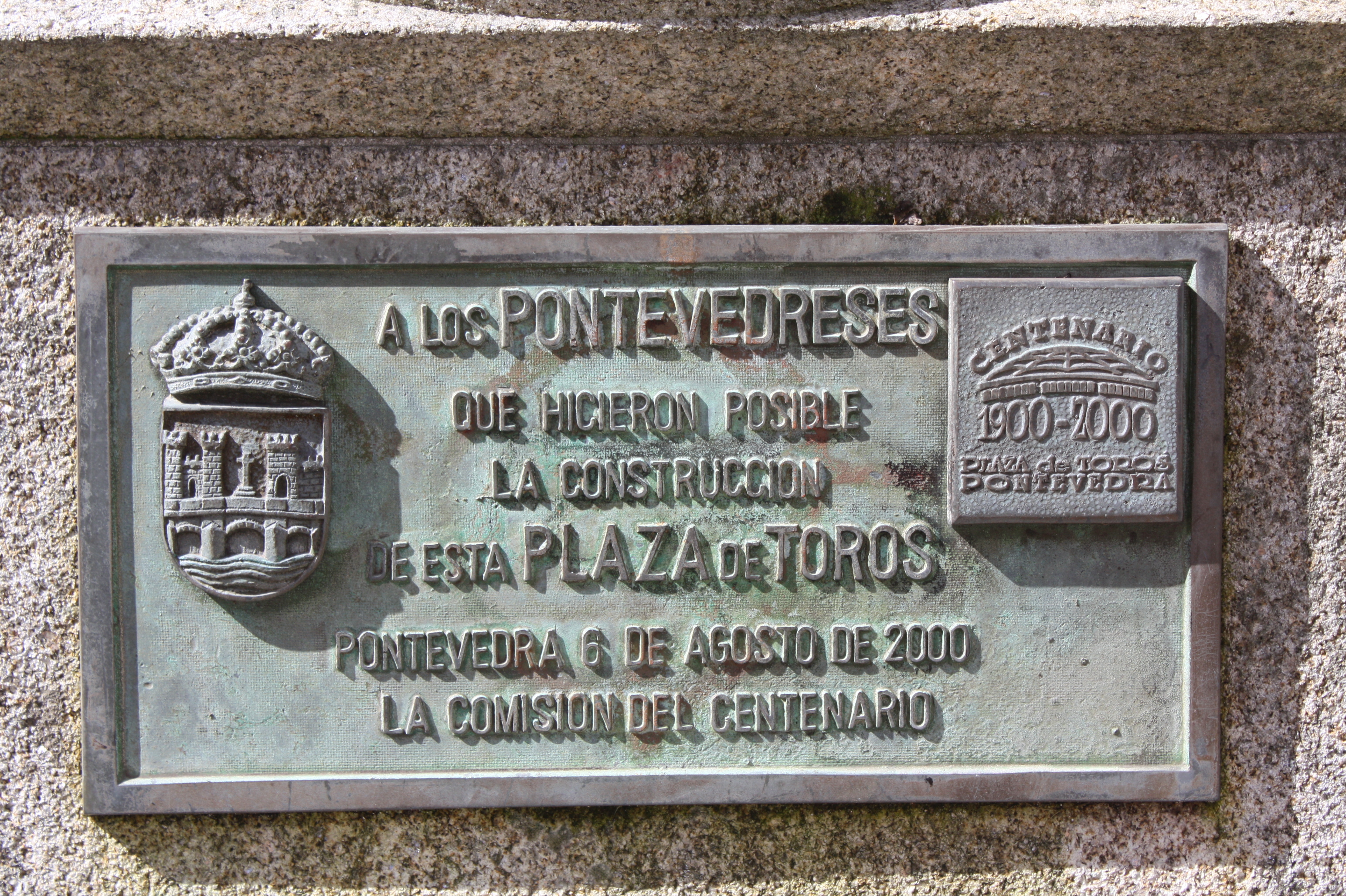
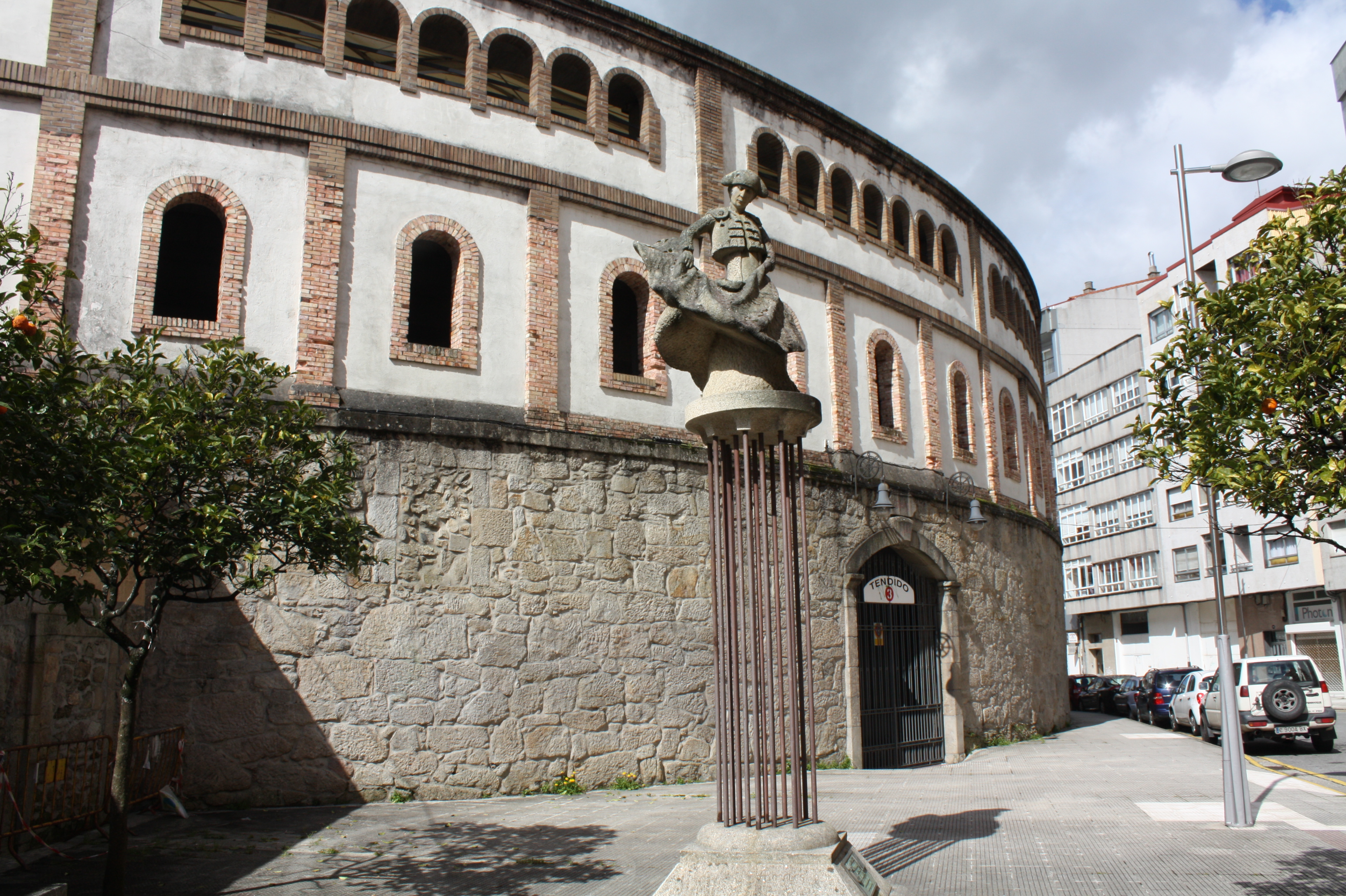
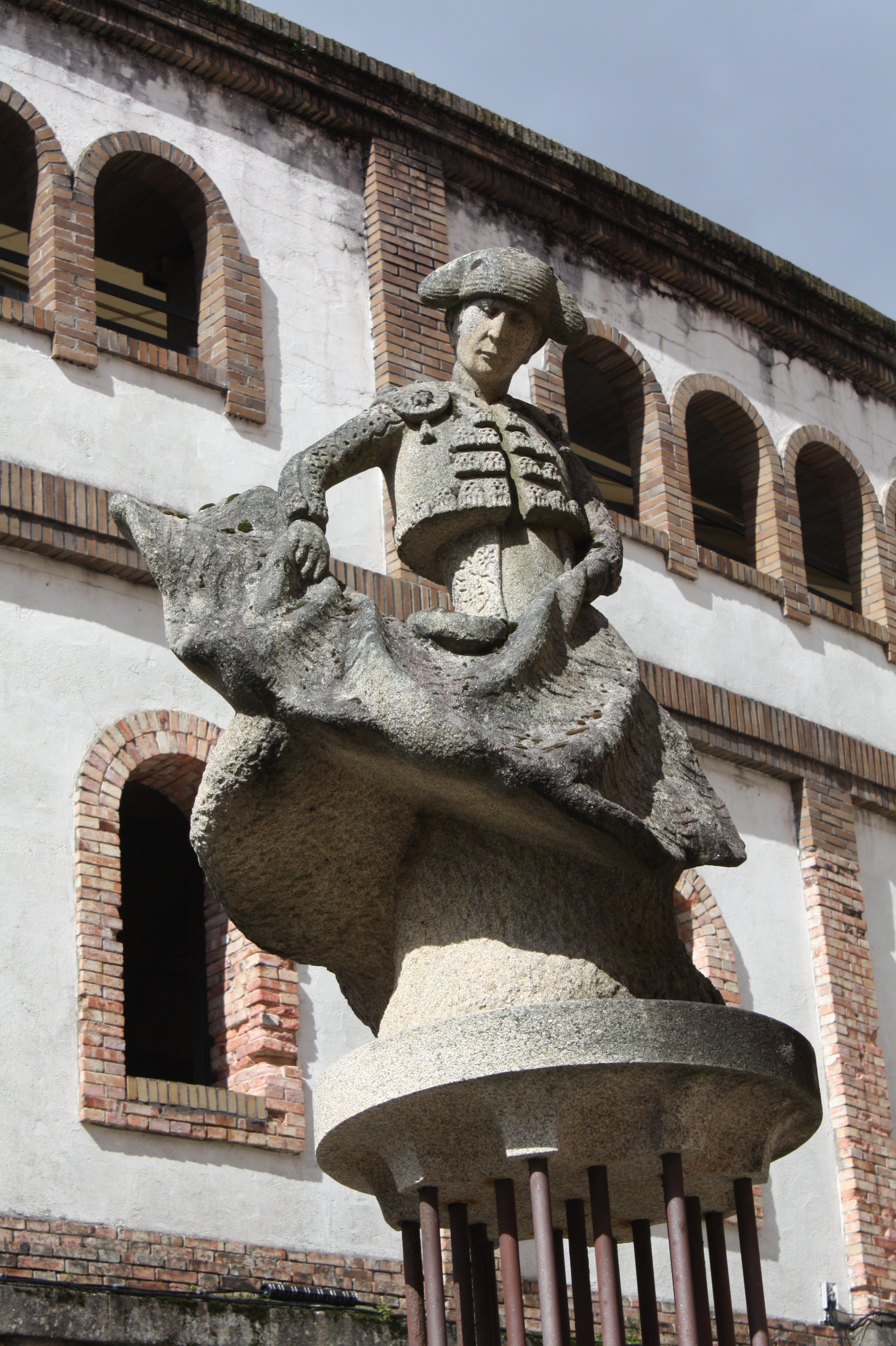